# チューイン・ディスコ
「チューイン・ディスコ」は、2024年8月21日にリリースされた花譜×ツミキの楽曲である。花譜が様々なアーティストとコラボレーションする企画「組曲2」の第3弾である。
ミュージックビデオはリリース同日の20時に花譜のYouTubeチャンネル上で公開された。

## 概要
花譜がリアルのアーティストやコンポーザーを中心にコラボレーションを行う企画である「組曲」が岸田繁との楽曲「愛のまま」で完結し、2024年2月から第2章「組曲2」として新たに企画されることとなった。本作はその第3弾の作品である第3弾である。
作詞・作曲・編曲はいずれもNOMELON NOLEMONとしても活動しているツミキによる。
ミュージックビデオのイラストはそねぽんが、映像は葛飾出身が制作した。花譜はそねぽんのファンであるといい、個展に赴いたこともある。今作では、花譜からのオファーにより、描き下ろされた。葛飾出身は、過去にNOMELON NOLEMONの楽曲「ハイド・アンド・シーク」のMVも手がけている。プロダクションマネージャーはTHINKRの Kentaro Iwaki、プロデューサーは根岸秀幸による。
曲調はファンキーかつダンサブルなディスコチューンである。KAMITSUBAKI STUDIOからツミキに依頼があった際の、企画書の中にあった「ひとりぼっちの少年少女達へ、僕らだけの秘密のパーティを始めよう！」という文言からイメージを膨らませて制作された。ツミキによると、ちょっとケミカルで劇薬的な印象もありつつ、現代社会の「苦味」を塗りつぶすような、聴き手にとっての救いになるような楽曲を目指して制作された。それに加え、日本民謡のような要素が取り入れられており、旗揚げゲームや盆踊り、お経のようなエッセンスが含められている。

## 共作
ツミキは、2019年12月にリリースされた花譜の 1st リミックスアルバム『観測γ』で「過去を喰らう」のリミックスを担当した。
2021年には、ツミキが自身の楽曲「フォニイ」で花譜の声を基にした可不を用いた。これは可不のデモソングとして制作された。花譜はこれをカバーし、「フォニイ / 花譜 feat. 可不」として可不とデュエットした。
その後、2022年にリリースされたMAISONdesの楽曲「トウキョウ・シャンディ・ランデヴ feat. 花譜, ツミキ」を共作し、2024年8月現在でYouTubeでは5,500万再生を突破していた。「過去を喰らう」や「フォニイ」では間接的なつながりだったため、直接交流があったのは「トウキョウ・シャンディ・ランデヴ」が初めてである。2024年1月にはアニプレックス設立20周年記念イベントに「MAISONdes feat. 花譜, ツミキ」として共演した。
「チューイン・ディスコ」では、仮歌には花譜の声を元に作られた人工歌唱ソフトウェア「音楽的同位体 可不」が用いられた。また、難しいリズムの部分や音階のないラップのパートなどは、ほぼ花譜に任せて収録された。
花譜はツミキの楽曲について、歌詞や音に遊び心が溢れており、アイデア力や発想力が豊かだという印象があると語っている。一方ツミキは、花譜が本作のレコーディングをすると、可不による仮歌とは全然別物になったという印象を語っており、体温が乗っかって返ってきたと表現している。また、花譜による最初のレコーディング後には、ツミキからディレクションがあり、サビの「どんどんと鼓動」のところを「太鼓みたいに歌ってほしい」とオーダーがあった。「どうでも良いけど価値とか / どっちの勝ちとか HATE」のような歌詞ではパーカッション的な音が言葉で表現されており、声によってリズムが作られている。

## ライブでの演奏
2024年11月3日に幕張メッセで開催された『花譜 4th ONE-MAN LIVE「怪歌(再)」』では、ゲストとしてツミキを迎え、「チューイン・ディスコ + トウキョウ・シャンディ・ランデヴ メドレー with ツミキ」として演奏された。